# Иван Доцински
Иван Асенов Доцински е български учен, електроинженер и изобретател, със съществен принос за разработването на електрокардиографска техника в България, професор.

## Биография
Иван Доцински е роден на 7 февруари 1934 г. в с. Бело поле, Белоградчишко.
През 1966 г. завършва ВМЕИ – София, след което започва работа в Дирекцията по електромедицинска апаратура като ръководител на конструктивна служба. През 1970 г. става началник-отдел, а през 1973 г. защитава кандидатската си дисертация на тема „Метод за ускорено изпитване на контактни системи на комутационни апарати за ниско напрежение“. Специализира в областта на отвеждането, обработката, анализа и визуализацията на биомедицински сигнали, електростимулацията, микропроцесорните и микрокомпютърните системи в медицината и физиотерапията, рентгеновата техника, медицинската физика.
От 1976 г. е ст.н.с. II ст. (днес: доцент) и ръководител на секция в Института по медицинска техника, а през 1978 г. постъпва на работа в Медицинската академия, където през 1987 г. придобива научната степен „доктор на техническите науки“ с дисертационен труд на тема „Методи и устройства за анализ на кардиологични сигнали“. През 1989 г. става ст.н.с. I ст. (днес: професор).
През 1994 г. започва работа в новоразкритата Централна лаборатория за биомедицинско инженерство при БАН (преобразувана през 2010 г. в Институт по биофизика и биомедицинско инженерство при БАН). През целия период (1994 – 2010) е председател на Научния съвет (НС) на ЦЛБМИ – БАН. Бил е и член на НС на Института по информационни технологии при БАН (1994 – 1999).
От 1996 г. до 2000 г. преподава като професор по биомедицинско инженерство в катедра „Електронна техника“ при Факултета по електронна техника и технологии на ТУ – София. Води лекции по дисциплините „Електронна медицинска апаратура“, „Устройства за медицински диагностични образи“, „Обработка и анализ на биомедицински сигнали“ и „Обработка на медицински образи“.
В периода на съществуването на Висшата атестационна комисия (ВАК) проф. Доцински е бил член и заместник-председател на Специализирания научен съвет (СНС) по електронна и компютърна техника (1976 – 2011), член на СНС по автоматика и системи за управление (1990 – 1995), член на СНС по радиоелектроника (1990 – 1995) и член на СНС по радио- и комуникационна техника (1995 – 1999).
От 1978 г. е член на Българското дружество по биомедицинска физика и инженерство и е бил и негов заместник-председател. От 1984 г. е член на Международната федерация по медицинска физика и биомедицинско инженерство, а от 2000 г. е член на New York Academy of Sciences. Член на редколегиите на множество специализирани научни списания.
Проф. Иван Доцински е автор и съавтор на повече от 180 научни публикации, има 17 авторски свидетелства и патенти и е участвал в 70 изследователски проекта и разработки. През февруари 2024 г. има Scopus h-index 14 (с изключени самоцитирания и цитирания на всички съавтори).

## Награди
- 1974 – Златна значка да принос в техническия прогрес,
- 1976 – Народен орден на труда – златен,
- 1981 – Почетен диплом на Координационния център на СИВ за развитие на медицинската техника,
- 1981 – Грамота „Златни ръце“,
- 1981 – Почетен изобретател,
- 1985 – Златна значка за младежко научно и техническо творчество,
- 1989 – Почетен изобретател,
- 2012 – Награда „Златна книга“ за принос към българската наука – награда от Съвета на Европейската научна и културна общност,
- 2014 – Златен медал за принос в развитието на Факултета по електронна техника и технологии, Технически университет – София.[2]